# Heliothelopsis unicoloralis
Heliothelopsis unicoloralis là một loài bướm đêm trong họ Crambidae.